# Pułk Konny Powiatu Lidzkiego
Pułk Konny Powiatu Lidzkiego – oddział jazdy armii Wielkiego Księstwa Litewskiego wojska I Rzeczypospolitej okresu powstania kościuszkowskiego.
Sformowany  wiosną 1794 na terenie Wielkiego Księstwa Litewskiego.
Dowódcą oddziału był Ludwik Narbutt.
Żołnierze pułku walczyli m.in. pod Kownem (25 kwietnia 1794).